# Lay the Favorite
Lay the Favorite är en amerikansk långfilm från 2012 i regi av Stephen Frears, med Bruce Willis, Catherine Zeta-Jones, Rebecca Hall och Joshua Jackson i rollerna. Filmen bygger på självbiografin Lay the Favorite av Beth Raymer.

## Handling
Beth Raymer (Rebecca Hall) är en exotisk dansare i Las Vegas. Hon tröttnar på livet i små underkläder och börjar arbeta som servitris. Hon träffar snart på spelaren Dick (Bruce Willis), en med ett öga för hur man tjänar snabba pengar på att spela på sport. Efter att Beth hjälper honom att satsa på olika kasinon börjar de ett fruktsamt samarbete.

## Rollista
| Bruce Willis         | – Dink Heimowitz  |
| Catherine Zeta-Jones | – Tulip Heimowitz |
| Rebecca Hall         | – Beth Raymer     |
| Joshua Jackson       | – Jeremy          |
| Vince Vaughn         | – Rosie           |
| Laura Prepon         | – Holly           |
| John Carroll Lynch   | – Dave Greenberg  |
| Corbin Bernsen       | – Jerry Raymer    |
| Frank Grillo         | – Franky          |

## Produktion
Filmen spelades in på plats i Las Vegas och New Orleans.

## Mottagande
Filmen var i stort sett en direkt-till-DVD-film, den gick upp på ett fåtal biografer i USA och spelade in strax under $21000 dollar. Kritikerna var överlag negativa till filmen, på Rotten Tomatoes är endast 19% av 47 recensioner positiva. New York Times recensent O. A Scott tyckte filmen var hektisk, tråkig och inte särskilt övertygande:
| ” | It is, in essence, a coming-of-age story about a young woman learning her way in the world, with a few tears, but little in the way of risk or anguish. There is nothing wrong with this, except that the movie is hectic, dull and unconvincing. | „ |